# 2011年12月臺灣
| << | 2011年12月 （民國100年） | >> |    |    |    |    |
| \| 日 \| 一 \| 二 \| 三 \| 四 \| 五 \| 六 \| \| \| \| \| \| 1 \| 2 \| 3 \| \| 4 \| 5 \| 6 \| 7 \| 8 \| 9 \| 10 \| \| 11 \| 12 \| 13 \| 14 \| 15 \| 16 \| 17 \| \| 18 \| 19 \| 20 \| 21 \| 22 \| 23 \| 24 \| \| 25 \| 26 \| 27 \| 28 \| 29 \| 30 \| 31 \| \| \| \| \| \| \| \| \| |                          |    |    |    |    |    |
| 臺灣新聞動態／維基新聞 |                          |    |    |    |    |    |
| 世界／中国大陆／臺灣 |                          |    |    |    |    |    |
| 日 | 一                       | 二 | 三 | 四 | 五 | 六 |
| |                          |    |    | 1  | 2  | 3  |
| 4 | 5                        | 6  | 7  | 8  | 9  | 10 |
| 11 | 12                       | 13 | 14 | 15 | 16 | 17 |
| 18 | 19                       | 20 | 21 | 22 | 23 | 24 |
| 25 | 26                       | 27 | 28 | 29 | 30 | 31 |
| |                          |    |    |    |    |    |

## 12月2日
- iPhone 4S確定將於預定於12月16日由三大電信業者正式開始在台發售；各家業者總計已有高達將近10萬筆預購登記。自由時報

## 12月3日
- 由6家媒體共同舉辦的2012總統大選電視辯論舉行第一場，馬英九、蔡英文、宋楚瑜3位候選人就外交、兩岸、經濟民生為首的諸多議題上進行辯述。自由電子報蕃薯藤新聞─中央社１（页面存档备份，存于）２（页面存档备份，存于）３（页面存档备份，存于）４（页面存档备份，存于）５（页面存档备份，存于）６（页面存档备份，存于）７（页面存档备份，存于）８（页面存档备份，存于）

## 12月5日
- 國道五號的雪山隧道首度破例讓規定3.5噸以上的大貨車通行，佛光山發起的「佛陀真身舍利」全台巡境活動，其11噸拖板車裝置成的佛陀舍利車，在下午通過雪隧前往基隆，成為第一部通過雪山隧道的大貨車。TVBS（页面存档备份，存于）

## 12月6日
- 藝人徐華鳳因胃癌病逝於台中榮總。中央社 中廣
- 中華職棒兄弟象隊隊老闆洪瑞河表示，兄弟象的領隊職務將由其長女洪芸鈴接任，成為中華職棒歷年來第1位女性領隊。中廣
- 台灣第一座國家自然公園——壽山國家自然公園正式公告成立。聯合[] 中時[]

## 12月10日
- 2012總統大選副總統參選人唯一一場電視辯論，今天下午2時在公共電視登場，全程2小時30分；中國國民黨參選人吳敦義、民主進步黨參選人蘇嘉全、親民黨參選人林瑞雄相互握手致意後開始辯論。聯合 今日新聞（页面存档备份，存于）yam蕃薯藤新聞１（页面存档备份，存于） ２（页面存档备份，存于）３

## 12月11日
- 台灣女子高球好手曾雅妮在台灣林口美麗華高爾夫球場舉辦的裙襬搖搖2011女子高爾夫國際邀請賽，三天下來總計以低於標準6桿的210桿摘下后冠，這也是她今年的第12座冠軍獎盃。中央廣播電台 聯合新聞網[]今日新聞

## 12月15日
- 中視當家主播沈春華今天發出公開信證實，明年元月20日將告別她22年的主播台，交棒哈遠儀。中時電子報１ ２３msn新聞
- 立法院三讀通過「殯葬管理條例」修正案明文規定，未來醫院不得再附設「殮殯奠祭設施」，但考量立刻實施衝擊過大，法案對現存已設置者給予5年的落日條款，5年後，殯奠業務必須全面退出醫院，但醫院仍可保留太平間、助念等空間。中時電子報中央廣播電台自由電子報

## 12月16日
- iPhone 4S全台1000多個電信通路今上午9時同步開賣，台灣大哥大和遠傳還搶先推1年綁約專案，搶攻高換機頻率族群。蘋果日報華視奇摩
- 前兄弟象捕手葉君璋結束16年球員生涯，明年將赴美深造，擔任美職印地安人隊小聯盟教練，成了台灣職棒史上首位到小聯盟當教練的退休球員。今日新聞網[永久] 聯合新聞網（页面存档备份，存于） 中時電子報

## 12月17日
- 由6家媒體共同舉辦的2012總統大選電視辯論第三場（最後一場）今天下午2時在公視舉辦，由12位公民團體代表提問，提問人涵蓋醫療、人權、勞工、環保、司法、婦女兒少、稅改等領域，要讓選民了解候選人政見全貌。中央通訊社１２３蕃薯藤新聞─中央社（页面存档备份，存于）
- 亞洲最佳餐廳指南《The Miele Guide》昨公布2011╱2012年度亞洲20大最佳餐廳，台灣雖未入榜，但該評比列出台灣前5大餐廳排名：1. 鼎泰豐 2. 銀翼餐廳 3.欣葉 4.樂沐法式餐廳 5.La Cocotte法式餐廳。蘋果日報

## 12月18日
- 肺癌列台灣民眾十大癌症之冠，醫師今天表示，罹肺癌人數增加、年齡也下降，肺癌無症狀，發現時8成是晚期，與吸菸習慣、有家族史、飲食多燒烤、油炸、空氣及環境汙染有關。ETtoday 新聞雲（页面存档备份，存于）大紀元（页面存档备份，存于）
- 台北捷運新莊線大橋頭站至輔大站今天完成履勘，預料最快年底前可以通車，但屆時有可能遇上每年捷運運量最大的跨年，輸運恐爆量。中時電子報[]自由電子報

## 12月19日
- 台中一名四歲的張小妹妹，兩歲時罹癌四期神經母細胞瘤，因父母有保存她出生時的臍帶血，採用輸回「自存的臍帶血」，恢復造血功能，成功救命；是全球第三例，也是國內以自己臍帶血，治療神經母細胞瘤的首例。中時電子報[永久]台視新聞（页面存档备份，存于）
- 每年商機上億元、民眾用來改善筋骨痠痛的金門一條根軟膏、貼布，《蘋果》調查發現，在金門販售的十二款相關產品，高達九成二、十一款成分沒標示含一條根，衛生署要查。蘋果日報

## 12月20日
- 世界球后曾雅妮今天收到美國體育學院電子郵件通知，確定榮膺2011美國體育學院年度最佳女子運動員獎，是台灣體壇的第一人。自由電子報[]中央社
- 消保會與國家通訊傳播委員會(NCC)昨公布多項消費利多，消費者申辦行動上網服務，試用期由原先的三天拉長為一週；通信中斷時的月租費扣減級距，也由原先超過十二小時，縮短為逾二小時以上就可減收月租費五％，新制最快明年初就公告實施。自由電子報

## 12月21日
- 屏風表演班藝術總監李國修去年罹患大腸癌，最近檢查報告發現癌細胞轉移至肝臟，為了手術和靜養，他今天宣告將暫別舞台。大紀元（页面存档备份，存于）TVBS（页面存档备份，存于）
- 華視新聞日前以模仿北韓主播李春姬的方式播報大選新聞，引起輿論撻伐，面對社會批評壓力，華視新聞除了公開道歉外，新聞部經理請辭負責，負責大選單元的主播也遭到更換，對此，國家通訊傳播委員會(NCC)今天決議，要求華視到會專案報告。中央廣播電台中央通訊社

## 12月22日
- 戒備森嚴的前線金門，今天凌晨因一名金門籍張姓士兵不服管教，唆使朋友到營區尋仇，他們連續發動3次打游擊式的攻擊，造成9名官兵受傷，其中，鍾姓上校隊長，胡姓少校傷重已經後送台灣，陸軍司令李翔宙也緊急飛往金門坐鎮調查。民視Archive.today的存檔，存档日期2013-04-19蕃薯藤-東森新聞（页面存档备份，存于）中時電子報１[]２
- 行政院主計處新聞稿發布指出，民國100年（2011年）十一月份人力資源調查統計結果，十一月失業率為4.28%，較上月下降0.02個百分點，較上年度十一月份下降0.45個百分點。十一月就業率，較上月上升0.22個百分點，較上年度十一月份亦增1.73個百分點。就業方向與上月比較，主要增加在服務部門（0.21%）、工業部門（0.19%）、農業部門（0.54%）。但若與上一年度同月比較，服務部門增加（1.68%）、工業部門增加（2.24%）、農業部門則減少（1.36%）。新聞稿/行政院主計處（页面存档备份，存于）

## 12月23日
- 2012總統大選總統候選人電視政見發表會今晚登場，馬英九、蔡英文、宋楚瑜三位候選人就國家主權、兩岸政策、民生經濟、網路、產業等，進行全面論述攻防。華視新聞（页面存档备份，存于）台灣海外網Youtube Live同步轉播（页面存档备份，存于）
- 消基會今天公佈2011年十大民生消費新聞，塑化劑風暴奪冠。中時電子報[]
- 五月天樂團「諾亞方舟」世界巡迴演唱會今晚從台北小巨蛋啟航！這次五月天將一路唱到跨年，連唱7場追平天后張惠妹紀錄。中央廣播電臺

## 12月24日
- 警方抓詐騙集團，最近發現台新銀行有兩萬筆現金卡個人資料外洩，當中姓名、身分證字號、電話、地址等相當齊全，台新銀行表示，這應該是2008年警方偵破駭客入侵案時發現的外洩個資，許多民眾因此常常接到詐騙電話。TVBS（页面存档备份，存于）
- 交通部公布明年農曆春節假期疏運方案，由於假期長達九天，交通部樂觀預期會出現車潮分流效應，降低國道運量負荷，因此管制強度最強的高乘載管制僅在初四、初五白天北上路段實施，另外九天連假每天零至七時都實施國道免收費，鼓勵民眾深夜上路。自由電子報

Efittjry出生了

## 12月25日
- 佛光山耗費9年時間建造的「佛陀紀念館」今天開幕，主館供奉佛陀舍利，各殿展示佛教文物、美術館及藏經樓及集會堂，其中，釋迦牟尼佛像是世界最高的銅製坐佛，佛光山宗長釋星雲表示，佛陀紀念館屬於社會大眾共有，因此未來開放免費參觀。中時電子報[]中時電子報-影音（页面存档备份，存于）
- 全新的士林夜市今天盛大開幕，面對新家入厝，大家最關心的還是生意，經過昨天的試營運和今天正式營運時人潮的湧入，讓商家對新市場未來帶動人潮與商機，信心滿滿。自由電子報中央通訊社
- 因電影「海角七號」走紅的「茂伯」林宗仁11月28日因為心肌梗塞驟逝，今天舉行告別式。中央通訊社

## 12月26日
- 明年中華電信在固網寬頻方面加速建設100M寬頻網路，並會試辦1G寬頻。中時電子報[]
- 明年1月1日開始，信用卡的加油優惠將全面縮水，16家信用卡業者，平均每公升的加油優惠，將縮減0.1到0.3元，還有業者打算直接取消優惠，恐怕有250萬名卡友權益受影響。TVBS（页面存档备份，存于）

## 12月27日
- 過期食品依法應予報廢、銷毀，但彰化地檢署偵辦荷亞商行收購過期食品，變造生產與有效日期後再販售一案，查出乖乖公司員工涉嫌將已過期或即將到期的水果軟糖賣給荷亞商行，昨天搜索乖乖總公司及中壢廠。自由電子報中時電子報
- 年關將近，行政院已核定循例核發一．五個月年終獎金，預計明年元月十日左右獎金就會核撥入帳，八十餘萬軍公教人員在總統大選投票前就可以見到年終獎金入袋，算一算，總統馬英九可領71.4萬，行政院長吳敦義可領48.45萬。自由電子報東森新聞

## 12月28日
- 新北市校長向營養午餐業者收賄弊案，板橋地檢署昨天首波起訴8名國小校長和10名團膳業者，一共18名被告，創下教育史上最多校長被法辦的首例，重創教育界形象。聯合新聞網今日新聞網
- 國軍後備司令部前中將副司令袁肖龍，先前爆出涉嫌欲以600萬元買官升上將，一審遭重判10年4個月，日前又被警方查出在超市偷總價574元的BB霜和痠痛噴劑，袁肖龍被逮後坦承犯行。蘋果日報

## 12月29日
- 台中市一名5歲男童因流感併發嚴重肺炎昨天傍晚不幸死亡，台中市流感重症死亡個案增為2人，衛生局發現，兩名患者都沒接種流感疫苗，今年以B型流感最為嚴重，現在已經進入流感的流行期，在春節期間，因為人潮南北往返，將進入流感的高峰期，建議民眾盡快施打疫苗。華視（页面存档备份，存于）民視Archive.today的存檔，存档日期2013-04-18中央通訊社
- 全國教師工會總聯合會和全國教師會今天公布2011年十大教育新聞暨新聞評論，「十二年國民教育103年上路，規劃爭議不斷」名列排行榜第一名，其次是幼照法完成三讀與開放陸生來台，另外包括教師評鑑爭議、校園霸凌事件頻傳、營養午餐弊案以及開放教師工會等等也都上榜，全教會理事長劉欽旭表示，十大新聞評選是以該事件對未來的影響力為標準，而非新聞發生的過程。中央通訊社中央廣播電臺
- 迎接龍年，台銀30日將發售的龍年紀念金幣，首度曝光！一套是大隻飛龍在天，另一套是Q版小龍，3枚一組，999純金幣，分別要價近13萬和7萬元，都是全球限量，而由央行委託台銀發售的龍年生肖套幣，預定下個月16日發售，但受到國際白銀價格漲影響，每套售價2千元，是10年來最貴的生肖套幣。TVBS（页面存档备份，存于）
- 年末搶個好彩頭！今（29號）、明（30號）兩天將是今年最後一次的「威力彩」與「大樂透」開獎，並且在連續「摃龜」的情形下，兩者頭獎都上看新台幣四億元左右。中國廣播公司[]

## 12月30日
- 台灣與香港簽訂新航約，內容覆蓋客運、貨運與飛航業者，航約增加每周航班至410班，又開放臺南、臺中、花蓮等機場之台港包機服務，貨運量可望由60%增至70%。聯合新聞網自由時報
- 2012總統大選第2場總統候選人電視政見發表會今晚登場，由公共電視轉播，發言順序依序為中國國民黨候選人馬英九、親民黨候選人宋楚瑜、民主進步黨候選人蔡英文。中時電子報[]台灣加油讚獨立媒體（页面存档备份，存于）
- 立法院院會12月13日三讀通過兵役法部分條文修正案，總統馬英九於28日公布，今天生效。國防部上午宣布，配合募兵制，民國83年1月1日以後出生的役男將免服現行1年役期，自102年起轉為接受4個月軍事訓練，一般替代役預估107年、研發替代役則在109年陸續走入歷史。聯合新聞網大紀元（页面存档备份，存于）中央通訊社

## 12月31日
- 民國百年台股封關收小黑且成交量偏低，成為2006年以來首度最後交易日收黑；今年台股全年指數大跌一千九百點，跌幅21.18％，在亞洲股市僅次於中國大陸，成為跌幅第二大的地區。中時電子報-工商時報[]中時電子報-工商時報[]
- 台灣今年入冬，B型流感發威，7月累計至今，死亡的11人中，就有7例感染B型流感，B型流感這麼嚴重，原因就在今年的流感疫苗，沒有納入這次在台灣流行的yamagata山形株，但醫師依舊強調，打流感疫苗，可以降低併發症的發生率，因此疫苗還是要打，疾病管制局預測，流感疫情將在春節前後達到高峰。東森新聞（页面存档备份，存于）自由電子報民視１Archive.today的存檔，存档日期2013-04-19２Archive.today的存檔，存档日期2013-04-18